# Lyncestis phaeocrossa
Lyncestis phaeocrossa là một loài bướm đêm trong họ Erebidae.